# آتس پوریه
آتس پوریه (استونیایی: Ats Purje؛ زادهٔ ۳ اوت ۱۹۸۵) بازیکن فوتبال اهل استونی است.
از باشگاه‌هایی که در آن بازی کرده‌است می‌توان به باشگاه فوتبال نومه کالیو، باشگاه فوتبال لوادیا تالین، و باشگاه فوتبال اتنیکوس اچنا اشاره کرد.
وی همچنین در تیم‌های ملی فوتبال زیر ۲۱ سال استونی و استونی بازی کرده‌است.